# Ian Raubal
Ian Raubal (Fällanden, 6 de agosto de 2001) es un deportista suizo que compite en gimnasia artística. Ganó dos medallas de plata en el Campeonato Europeo de Gimnasia Artística de 2025, en las barras paralelas y la prueba por equipos.

## Palmarés internacional
| Campeonato Europeo | Campeonato Europeo | Campeonato Europeo | Campeonato Europeo   |
| Año                | Lugar              | Medalla            | Prueba               |
| ------------------ | ------------------ | ------------------ | -------------------- |
| 2025               | Leipzig (Alemania) | Medalla de plata   | Paralelas            |
| 2025               | Leipzig (Alemania) | Medalla de plata   | Concurso por equipos |